# Sunclass Airlines
Sunclass Airlines S/A è una compagnia aerea charter danese che opera da tutte le nazioni della Scandinavia. Ha un'origine circonvoluta: fu fondata nel 1993 come Premiair, assunse il nome Airtours nel 1998 e poi MyTravel Airways nel 2002 quando fu acquistata da MyTravel Group, e poi Thomas Cook Airlines Scandinavia quando fu acquistata dal Thomas Cook Group nel 2008 fino ad assumere il nome attuale nel 2019 dopo il fallimento del citato gruppo.

## Storia
Premiair fu fondata nel settembre 1993 dalla fusione tra la danese Conair, di proprietà di Simon Spies Holding, e la svedese Scanair, di proprietà di SAS Leisure Group. Nel luglio 1994, cioè dopo un semestre di attività operativa, Scandinavian Airlines vendeva il gruppo alla britannica Airtours, che acquistò tutte le azioni di Simon Spies Holding rilevando completamente Premiair all'inizio del 1996. Dal 1998 il nome commerciale era stato alterato in Airtours.
La compagnia continuò ad operare con la propria identità fino al 1º maggio 2002 quando, in seguito a una ristrutturazione della capofila britannica ed alla nuova denominazione My Travel adottata, fu rinominata MyTravel Airways A/S.
Nel 2008, dopo che l'azienda britannica era stata acquistata dal noto Thomas Cook Group, l'aerolinea cambiò di nuovo denominazione in Thomas Cook Airlines Scandinavia dalla primavera. Dopo il sorprendente (ma non inaspettato) fallimento del gruppo avvenuto il 23 settembre 2019, la società sospese le operazioni, salvo riprendere i voli il giorno successivo dopo avere raggiunto un accordo con i creditori.
Il 30 ottobre 2019 fu annunciato che un consorzio formato da Petter Stordalen e dai fondi di investimenti Altor Equity Partners e TDR Capital aveva acquistato l'insieme della filiale Thomas Cook Northern Europe, compresa Thomas Cook Airlines Scandinavia. 
Il vettore ottenne un nuovo certificato di operatore aereo il 26 novembre 2019 e fu rinominato Sunclass Airlines il 23 dicembre. Un anno dopo fu consegnato il primo aereo nei nuovi colori la cui grafia, qualcuno ha fatto notare, in coda assomiglia molto a quella di British Airways.

## Flotta

### Flotta attuale

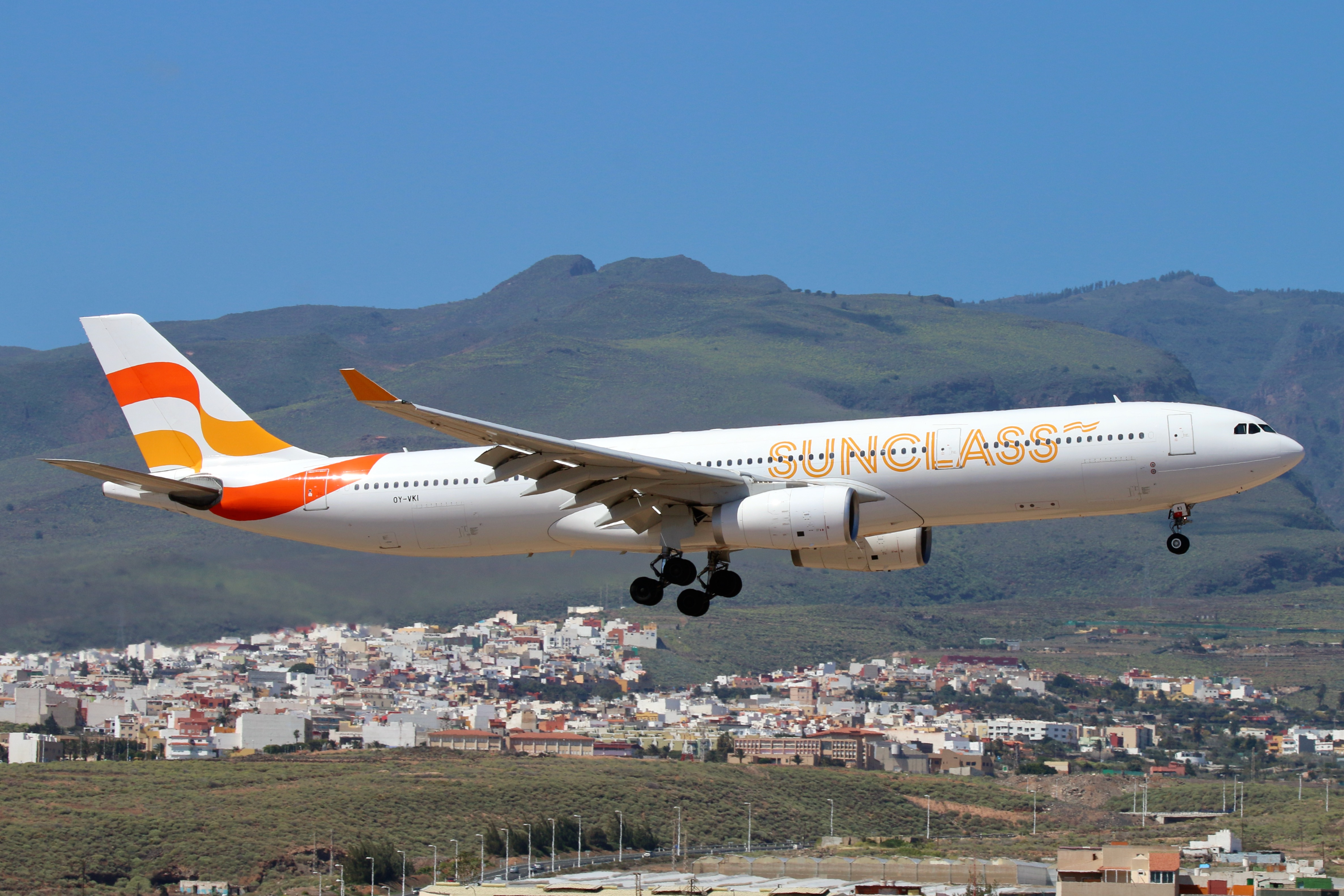
Un Airbus A330-300

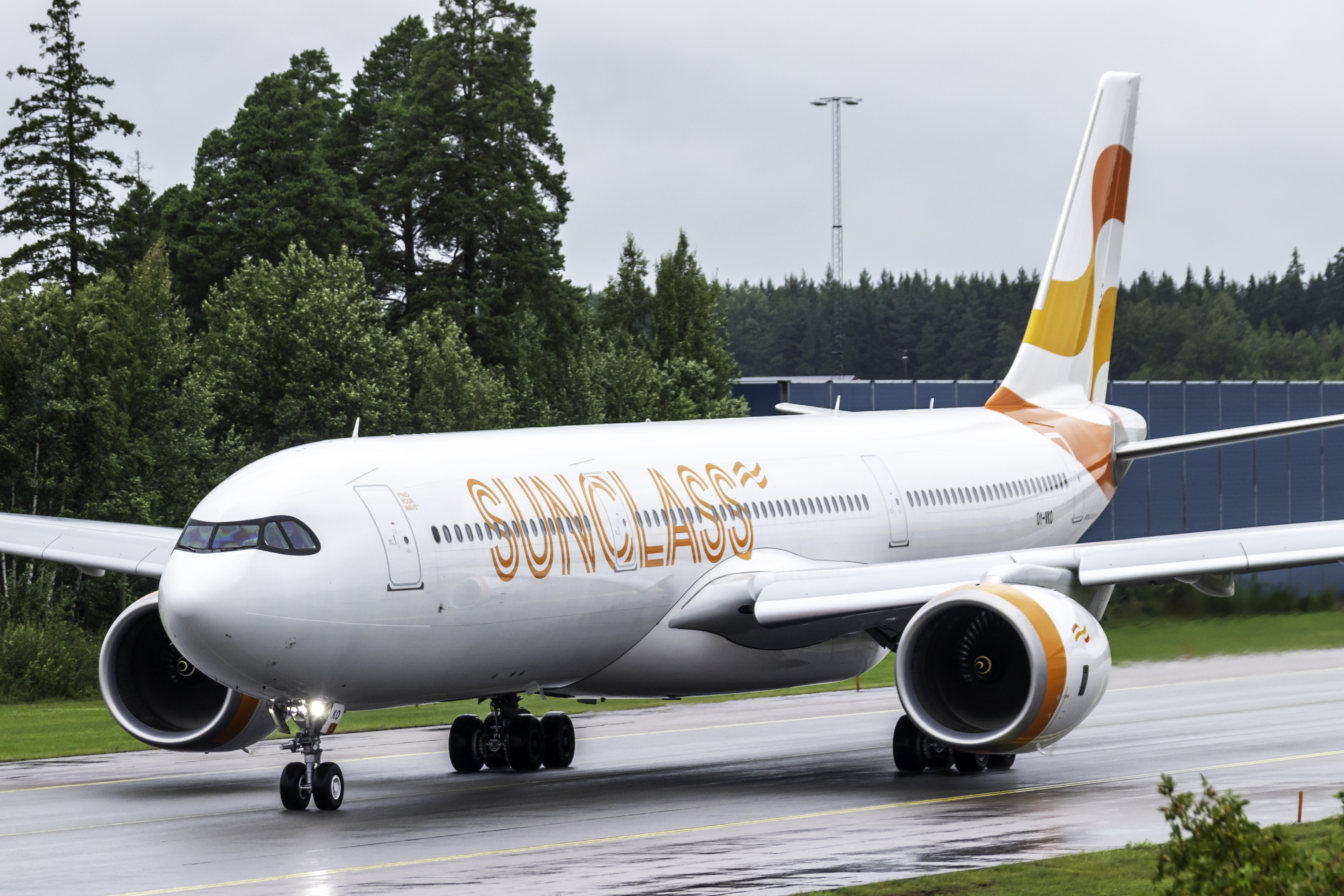
Un Airbus A330-900

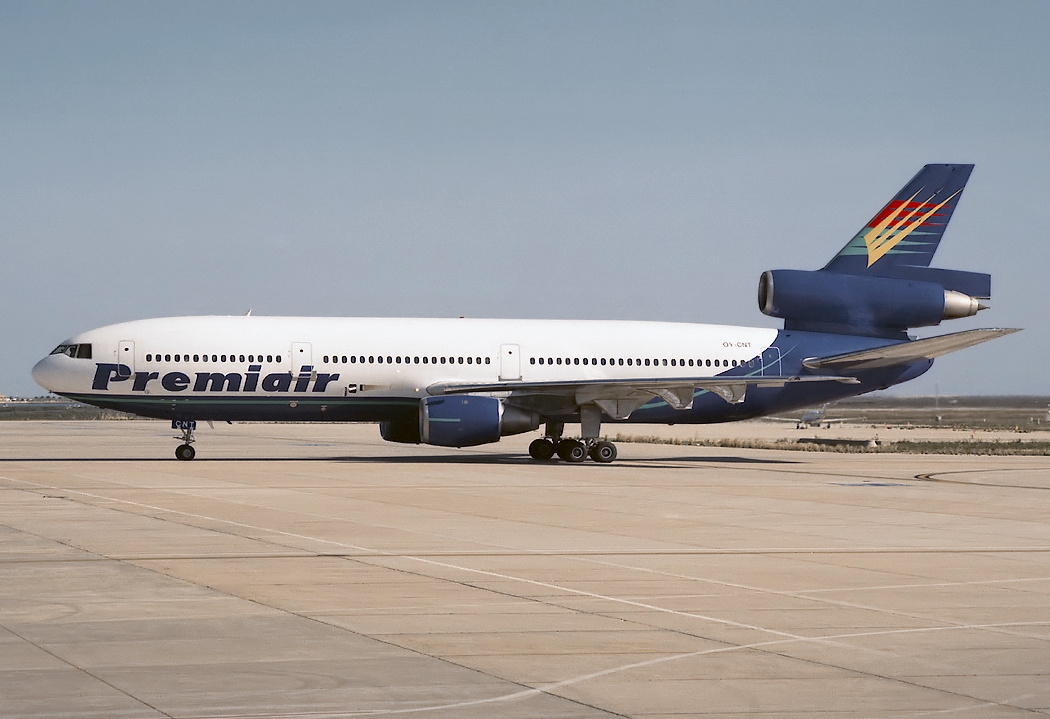
Un Douglas DC-10-10 di Premiair

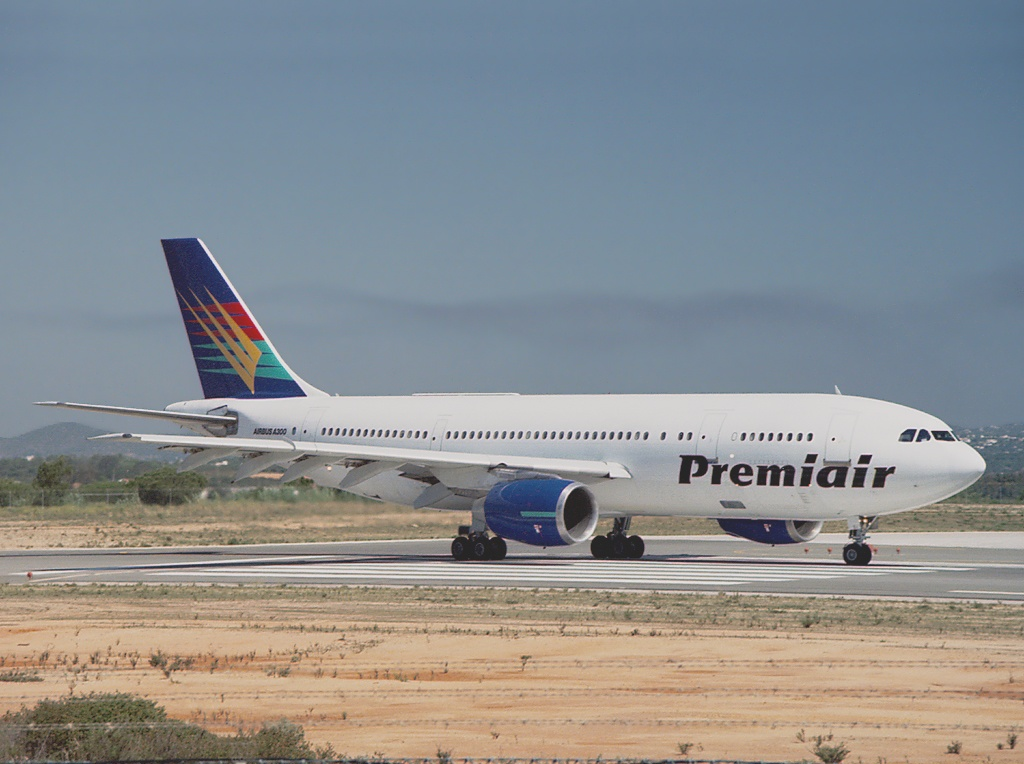
Un Airbus A300B4 di Premiair

Ad agosto 2024 la flotta di Sunclass Airlines è composta dai seguenti aeromobili:

### Flotta storica

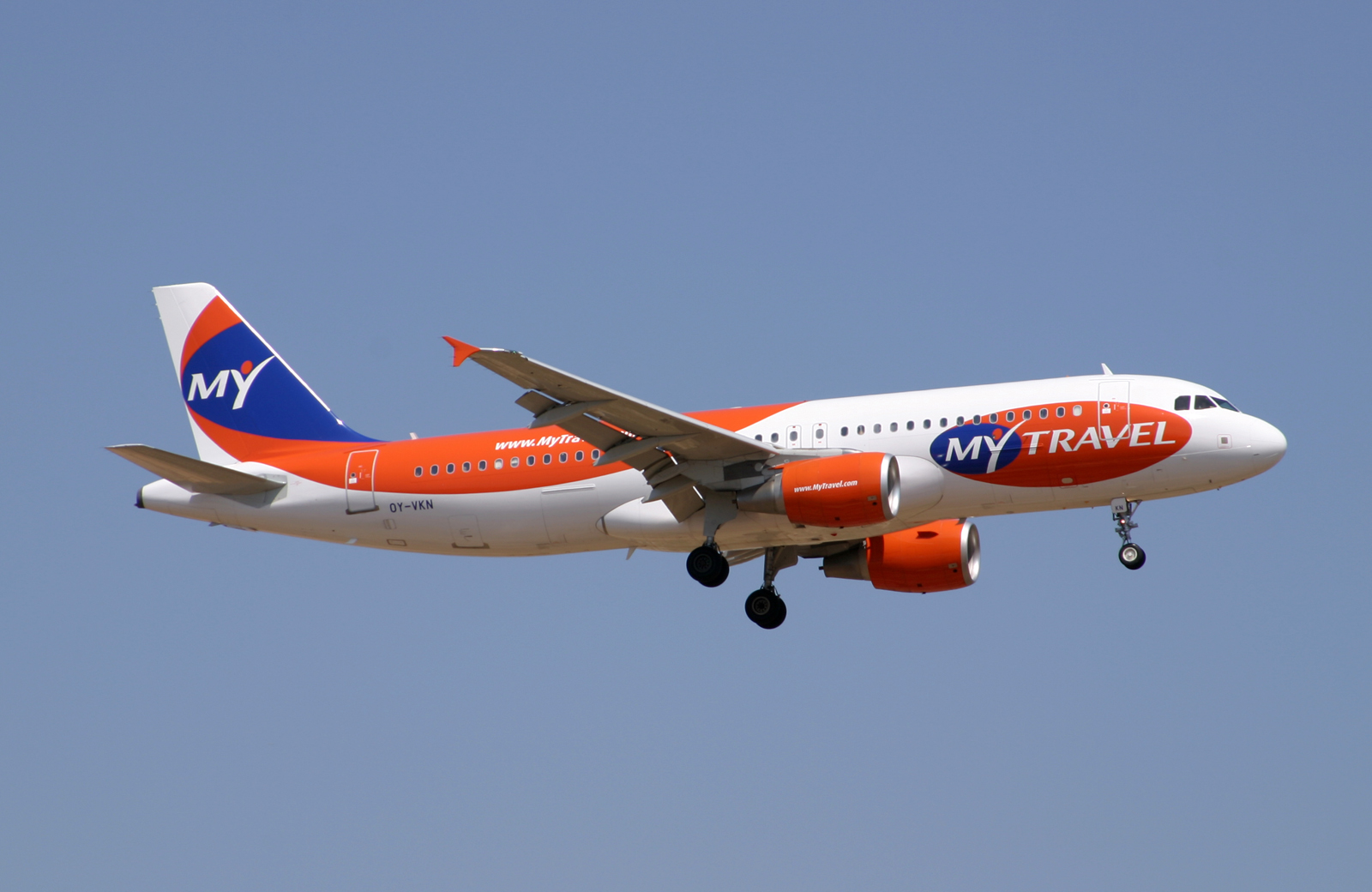
Un Airbus A320-200 di MyTravel

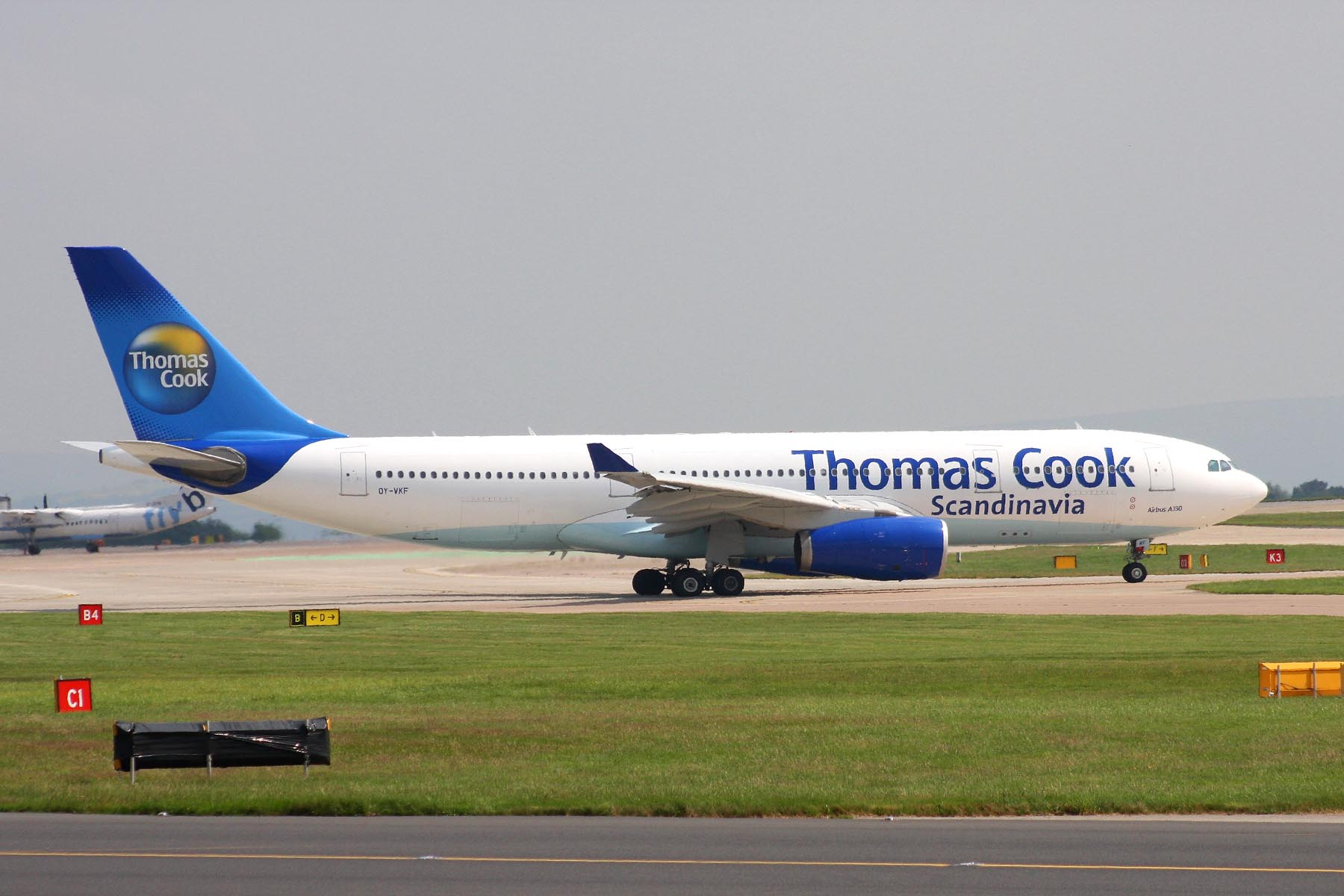
Un Airbus A330-200 di Thomas Cook Scandinavia

Sunclass Airlines ha operato in precedenza con i seguenti aeromobili: